# إريك شاربونو
إريك شاربونو هو سياسي كندي، ولد في 11 يوليو 1969 في مونتريال في كندا. نشط حزبياً في Action démocratique du Québec ‏. وقد انتخب عضو الجمعية الوطنية في كيبك ‏.